# Governatorato di Hawalli
Il governatorato di Hawalli è il più piccolo tra i sei governatorati del Kuwait. La città più importante e popolata è Hawalli che è anche il capoluogo del governatorato.

## Geografia fisica
Il governatorato è situato nella zona centro-orientale del Paese e confina a ovest con il governatorato della capitale e con quello di al-Farwaniyya, mentre a sud con il governatorato di Mobarak al-Kabir; a nord e ad est le coste si affacciano sul Golfo Persico. Sebbene sia il più piccolo governatorato dello stato, si tratta di uno dei più popolati.

## Governo
- Lo sceicco Nawaf Al-Ahmad Al-Jaber Al Sabah diventa governatore il 12 febbraio 1962 al 1978;
- L'attuale governatore del governatorato è il Lt. Gen. lo sceicco Ahmad Al-Nawaf Al-Sabah;

## Amministrazione
Il governatorato è composto dai seguenti distretti: 
- Hawalli
- Surra
- Bayan
- Mishref
- Jabriya
- Rumaithiya
- Salmiya
- Salwa
- Shaab